# Oswald Achenbach
Oswald Achenbach  (n. 2 februarie 1827 în Düsseldorf; d.† 1 februarie 1905  în Düsseldorf) a fost pictor german, care aparține de școala de Düsseldorf. Achenbach, care este azi aproape necunoscut, a fost considerat în periaoda care a trăit unul dintre cei mai importanți pictori peisagiști germani și chiar europeni. Fratele său mai în vârstă Andreas Achenbach, a fost pe vremea acea și el un pictor cotat. 

## Opere
- „Abendlandschaft“, (peisaj de seară) 1880, pictură în ulei, muzeul Bautzen,
- „Abendlandschaft mit Blick auf den Vesuv“, (peisaj de seară cu vedere spre Vezuv) 1888, pictură în ulei, Düsseldorf, muzeul Kunstmuseum Düsseldorf
- „Villa der Königin Johanna“, (vila reginei Ioana) 1884, pictură în ulei, Kiel, muzeul Kunsthalle Kiel
- „Saltarellotanz mit Blick auf Castel Gandolfo“, (dans și vedere spre Castel Gandolfo) pictură în ulei, Köln,  muzeul Wallraf-Richartz-Museum
- „Römische Prozession vor St. Maria in Aracoeli“, (Procesiune romană St. Maria in Aracoeli) 1863, pictură în ulei, Mannheim, muzeul Kunsthalle Mannheim
- „Szene in einem italienischen Park“, (Scenă într-un parc italian), München,  muzeul Neue Pinakothek
- „Sturm in der Campagna“, (Furtună în Campagna) 1887, pictură în ulei, Stuttgart, galeria de artă Staatsgalerie Stuttgart

## Literatură
- Oskar Berggruen: Die Jahresausstellung im Wiener Künstlerhaus. in: Zeitschrift für bildende Kunst. 11. Band. Beiblatt Kunst-Chronik. Seemann, Leipzig 1876, Sp. 556.
- Ralf Kern: Oswald Achenbach: Ein Düsseldorfer malt Italien. LIT Verlag, Münster 2009, ISBN 978-3-643-10081-8
- Karl Koetschau: Vorwort zum Ausstellungskatalog. in: Untermalungen, Skizzen, Studien, Aquarelle und Zeichnungen Oswald Achenbachs. Bagel, Düsseldorf 1916.
- Andreas und Oswald Achenbach: Das A und O der Landschaft. Ausstellungskatalog Kunstmuseum Düsseldorf, Hamburg, Linz 1997/98. Hrsg. v. Martina Sitt. Wienand, Köln 1997, ISBN 3-87909-549-3
- Mechthild Potthoff: Oswald Achenbach – Sein künstlerisches Wirken zur Hochzeit des Bürgertums – Studien zu Leben und Werk. Hanstein, Köln-Berlin 1995, ISBN 3-9802183-6-8
- Kindlers Malerei Lexikon. Band 1. DTV, München 1976, ISBN 3-423-05956-7
- Lexikon der Düsseldorfer Malerschule 1819–1918, Bd. 1, Bruckmann, München 1997, ISBN 3-7654-3009-9, S. 48–53.

## Galerie de imagini

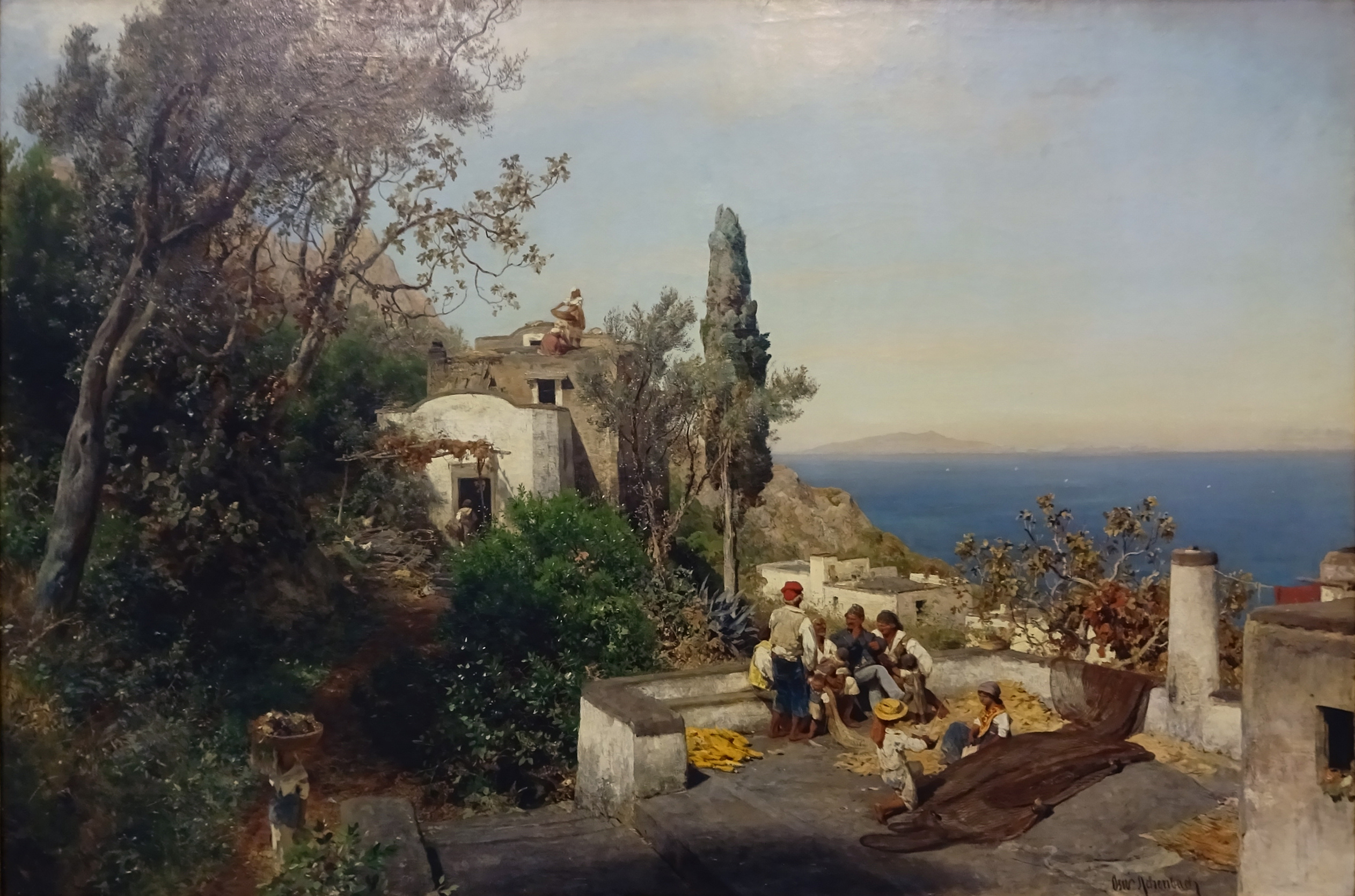
„Coastele italiene” peisaj în apropiere de Napoli, 1880
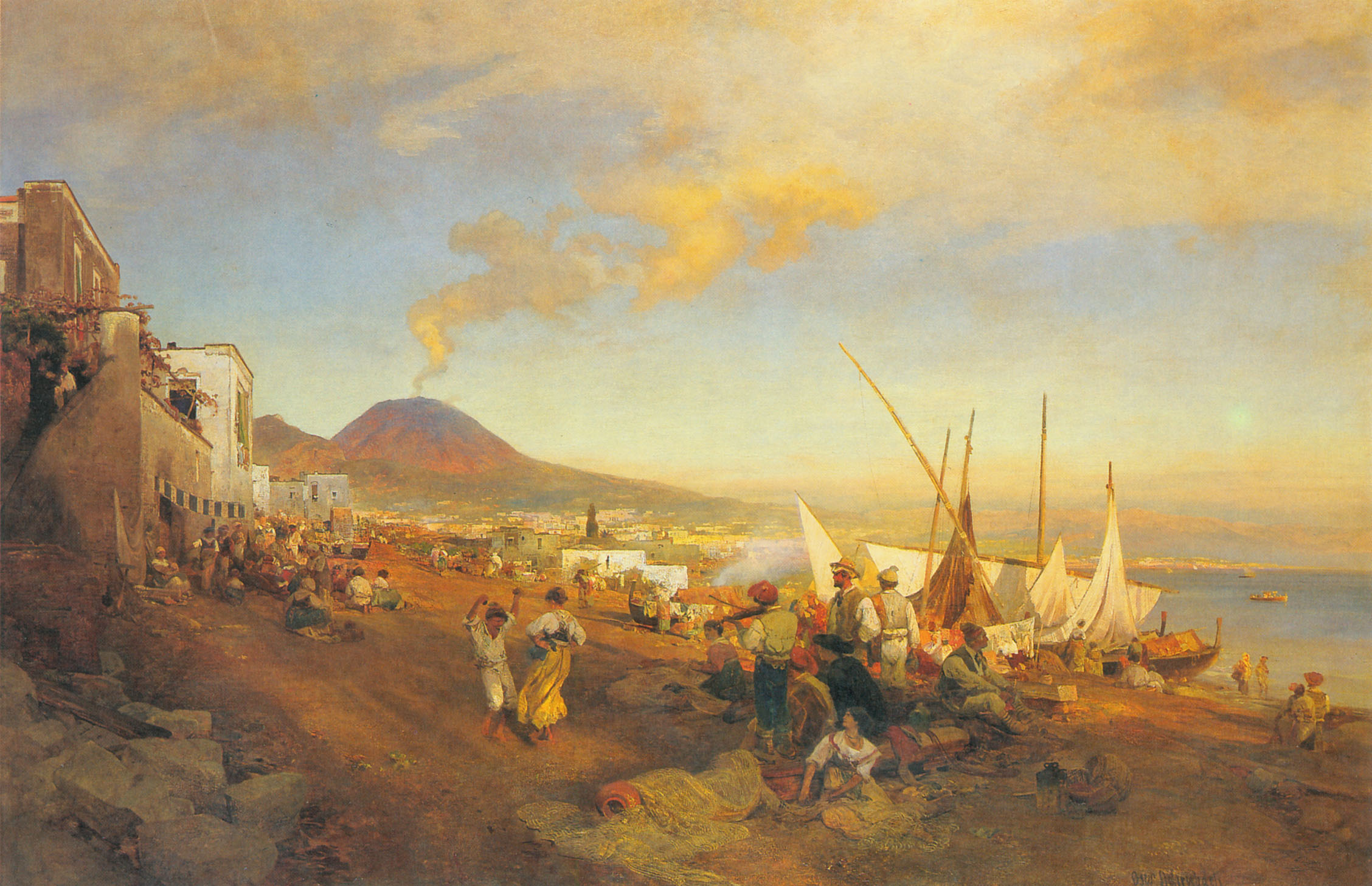
„Pe plaja din Napoli”
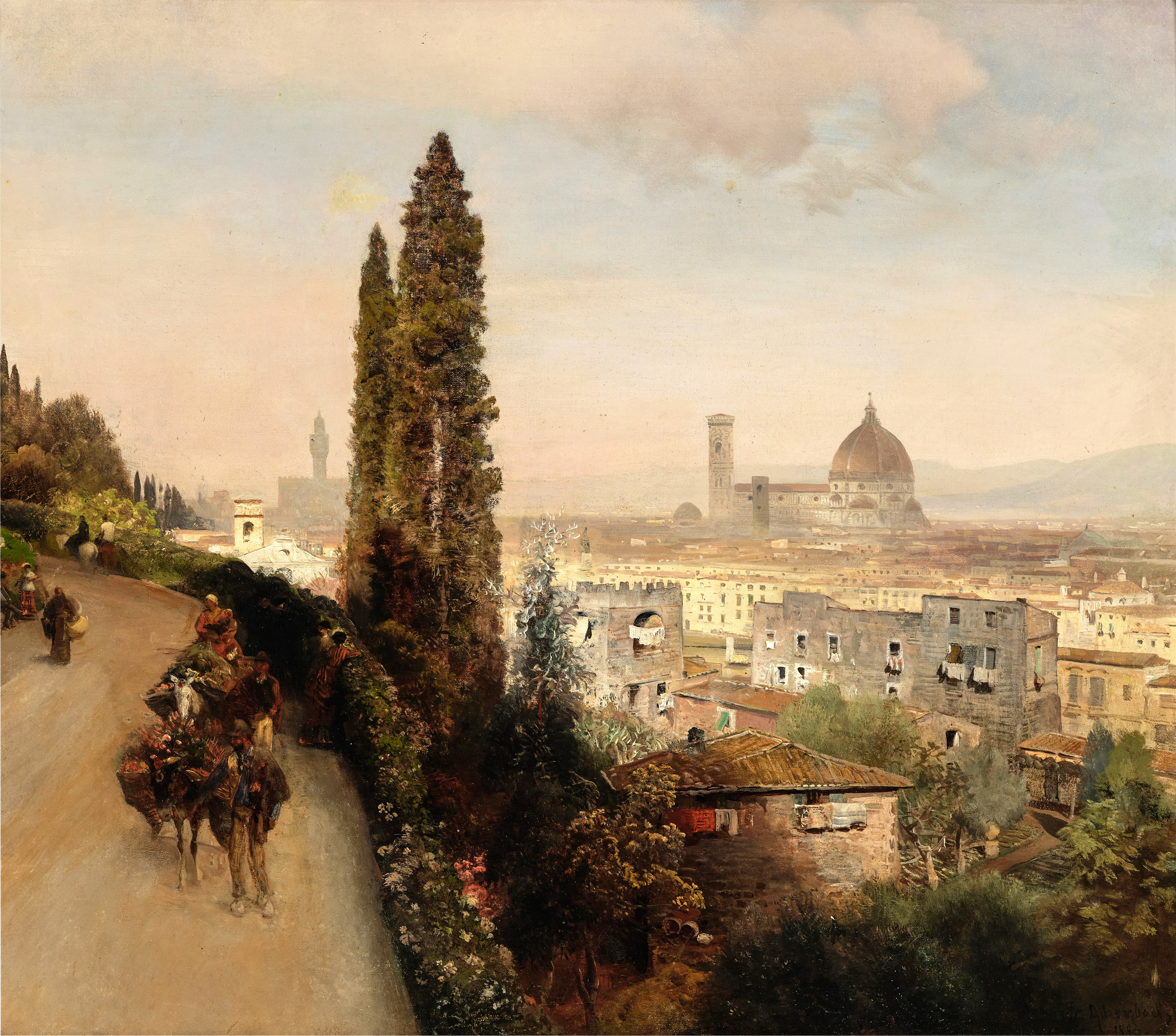
„Vedere din Florenţa”, 1883
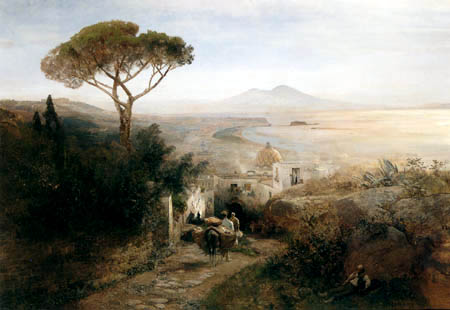
„Peisaj de coastă, Napoli”, 1882
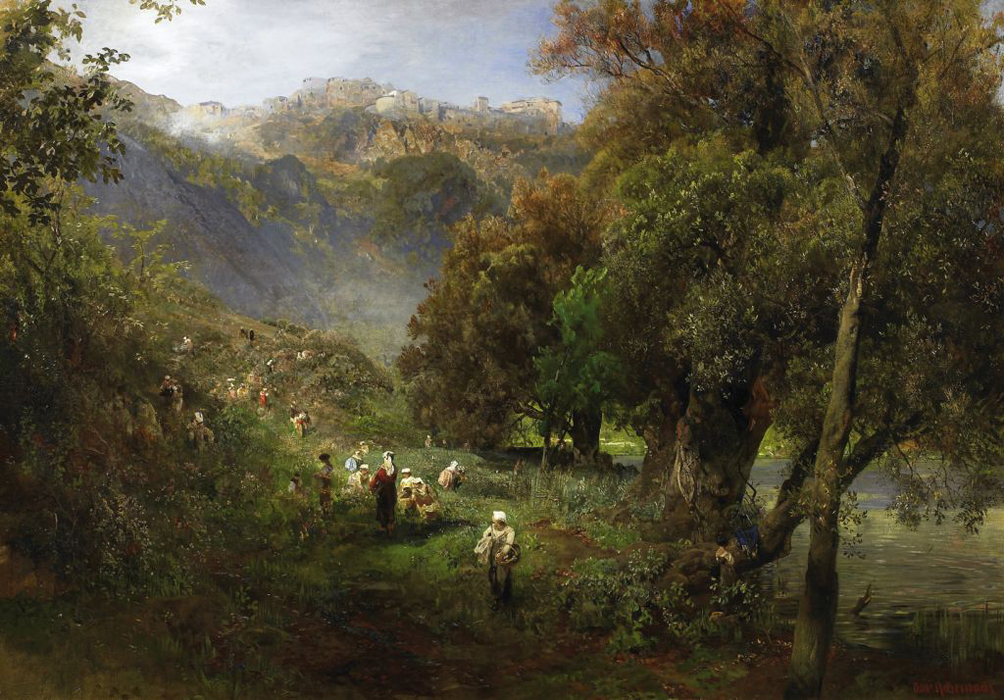
„Peisaj de vară pe malul lacului Alban”
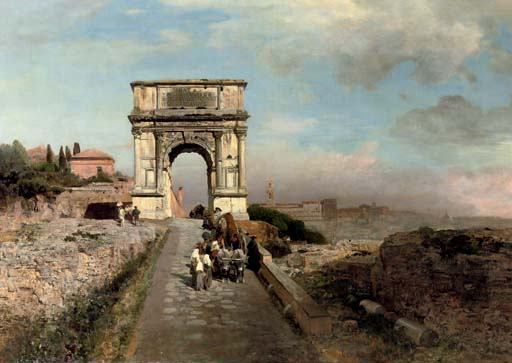
„Trecând prin Arcul lui Titus pe Via Sacra, Roma”, 1891